# スターメロディー
スターメロディーはかつて毎日放送（MBSラジオ）で放送された音楽番組である。

## 内容
1951年の開局当初から放送されていた長寿番組で、1970年代からは、毎週土曜日の夕方に、桂小文枝（後の5代目・桂文枝）をパーソナリティーに迎えて放送した。
難波・千日前にあった食堂・千日堂（2001年閉店）の単独提供で、番組スタート・エンディング時には、年代物の録音のCMソングが流れ、「まいどおおきにー!!　はい、桂小文枝でございます。食堂百貨の千日堂。居酒屋・串の店でおなじみの千日前の千日堂がお送りするスターメロディーの時間でございまーす!!」の口上、並びに小文枝が自ら演じたインフォマーシャルで有名だった。
後に、原田伸郎がDJを務めた「のぶりんの気分は青春 天気は○○です 90分」のコーナーに内包される。同時に小文枝は、オープニング時のタイトルコール（先述の口上の最後に、「のぶりん。たのんまっせ!」の言葉が付いた）を残して降板し、原田と平山泰代が進行役として引き継いだ。最後は、同番組の終了と同時に終了した。（＊は原田が進行役の時のセリフ）